# Léonard Misonne

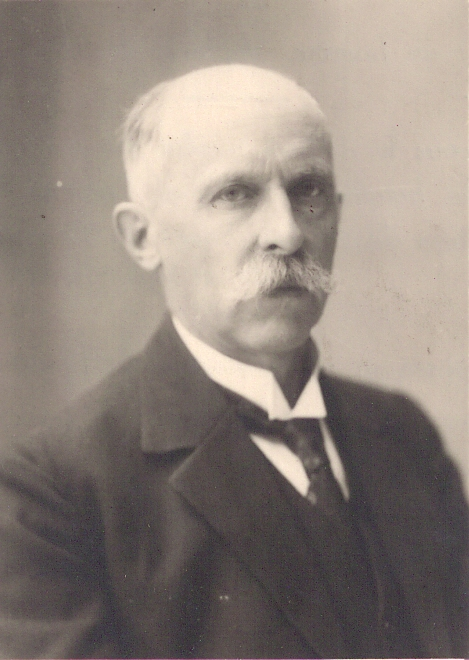
Léonard Misonne

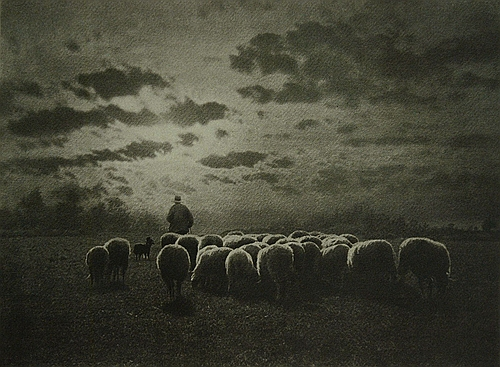
Foto von Léonard Misonne aus dem Jahre 1900

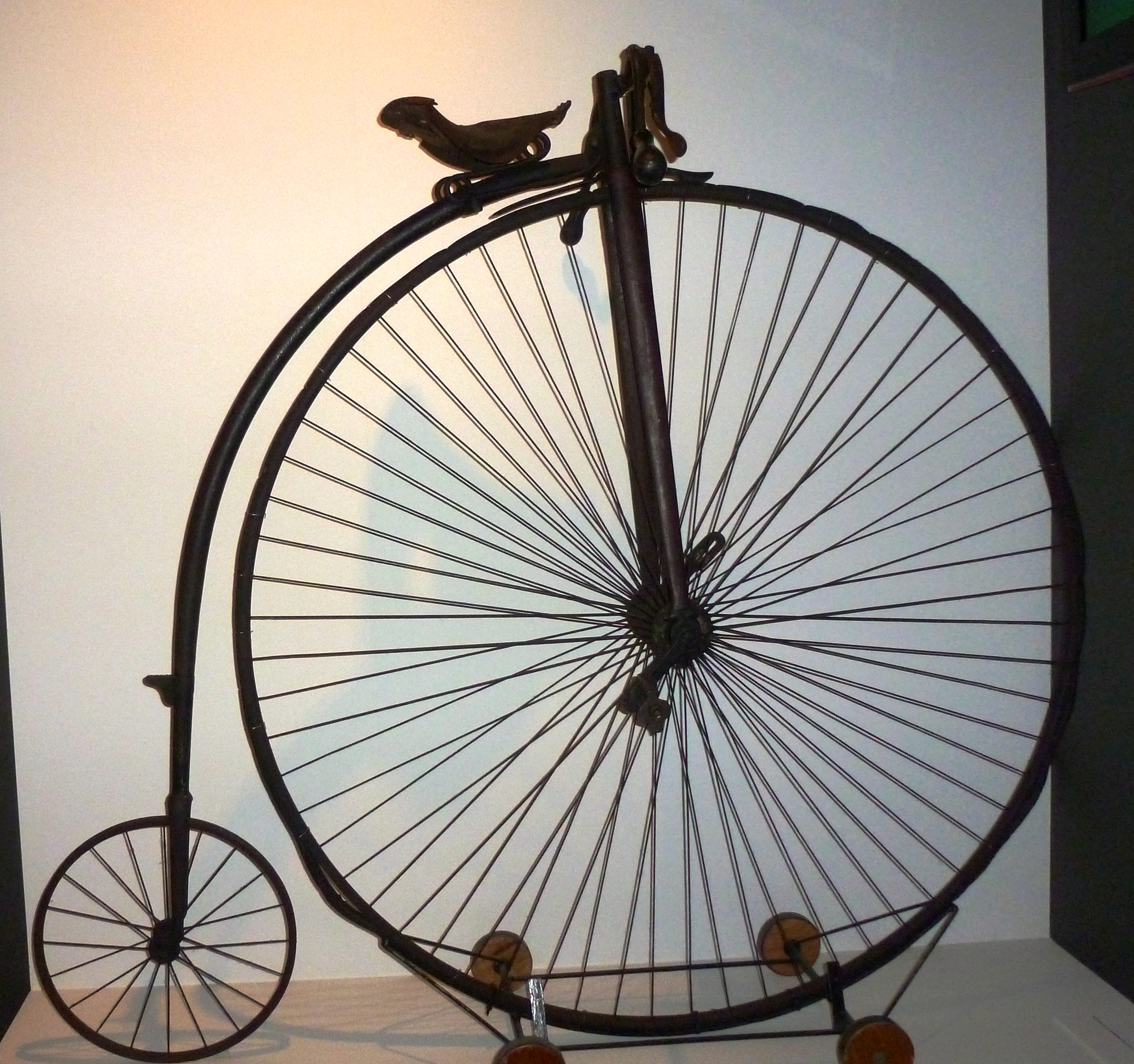
Auf diesem Hochrad erkundete Misonne die Landschaft; heute steht es im Koers. Museum van de Wielersport.

Léonard Misonne (* 1. Juli 1870 Gilly (Charleroi, Belgien); † 14. September 1943) war Fotograf und zu Lebzeiten in den avantgardistischen Kreisen der Kunstfotografie außerordentlich bekannt. Er orientierte sich stilistisch ausschließlich am Piktorialismus der Jahrhundertwende und widmete sich insbesondere den bildkünstlerischen Effekten des Lichts und den damit verbundenen atmosphärischen Stimmungen. Für die Visualisierung seiner Ideen verwendete er vorwiegend fotografische Edeldruckverfahren, insbesondere den Bromöldruck. Seine Neigung zur impressionistischen Unschärfe brachte ihm später die Bezeichnung „Corot der Fotografie“ ein.

## Leben
Léonard Misonne war das jüngste von sieben Kindern des Rechtsanwalts Louis Misonne und seiner Frau Adèle Pirmez.
Sein Ingenieurstudium an der Katholischen Universität Löwen beendete er mit dem Examen, das er mit Auszeichnung bestand. 1895 erhielt er sein Diplom, seinen Beruf aber übte er nie aus. Er zog es vor, sich der Malerei, dem Klavierspiel und vor allem der Fotografie zu widmen.
Schon als Student in Löwen ab 1891 war Misonne begeisterter Amateurfotograf, ab 1896 widmete er sich, finanziell unabhängig, ganz der Landschaftsfotografie.
Ausgedehnte Reisen führten ihn nach Frankreich, England, Deutschland und in die Schweiz. Seine Bilder aber stammen von der belgischen Küste oder aus Holland, aus den belgischen Städten Gent und Antwerpen und aus unmittelbarer Nähe seine Wohnsitzes.
Er litt an starkem Asthma; diesem Leiden erlag er am 14. September 1943.